# Paul Abadie
Paul Abadie (Párizs, 1812. november 9. – Chatou, 1884. augusztus 3.) francia építész.

## Életpályája
Nevét és szakmáját is atyjától örökölte, atyja id. Paul Abadie (1783-1868) Bordeaux-ban volt építész. Fia Jules Leclercnél tanult Párizsban a Képzőművészeti Akadémián. Eugène Viollet-le-Duc mellett részt vett a párizsi Notre-Dame restaurálásában. 1874 és 1884 között önkormányzati képviselő volt lakóhelyén, Chatou-ban.

## Művei
Számos templomot restaurált, illetve épített újjá román-bizánci stílusban, köztük a bordeaux-i bencés apátság és kolostor, a Charente megyei Szent Péter-katedrális, Périgueux és Angoulême város katedrálisa, stb. Az általa restaurált templomok nagyobbik része ma a világörökség részét képezi. Önálló épületeket is tervezett. Egyházmegyei építész lett, s tagja a műemlékeket felügyelő bizottságának.

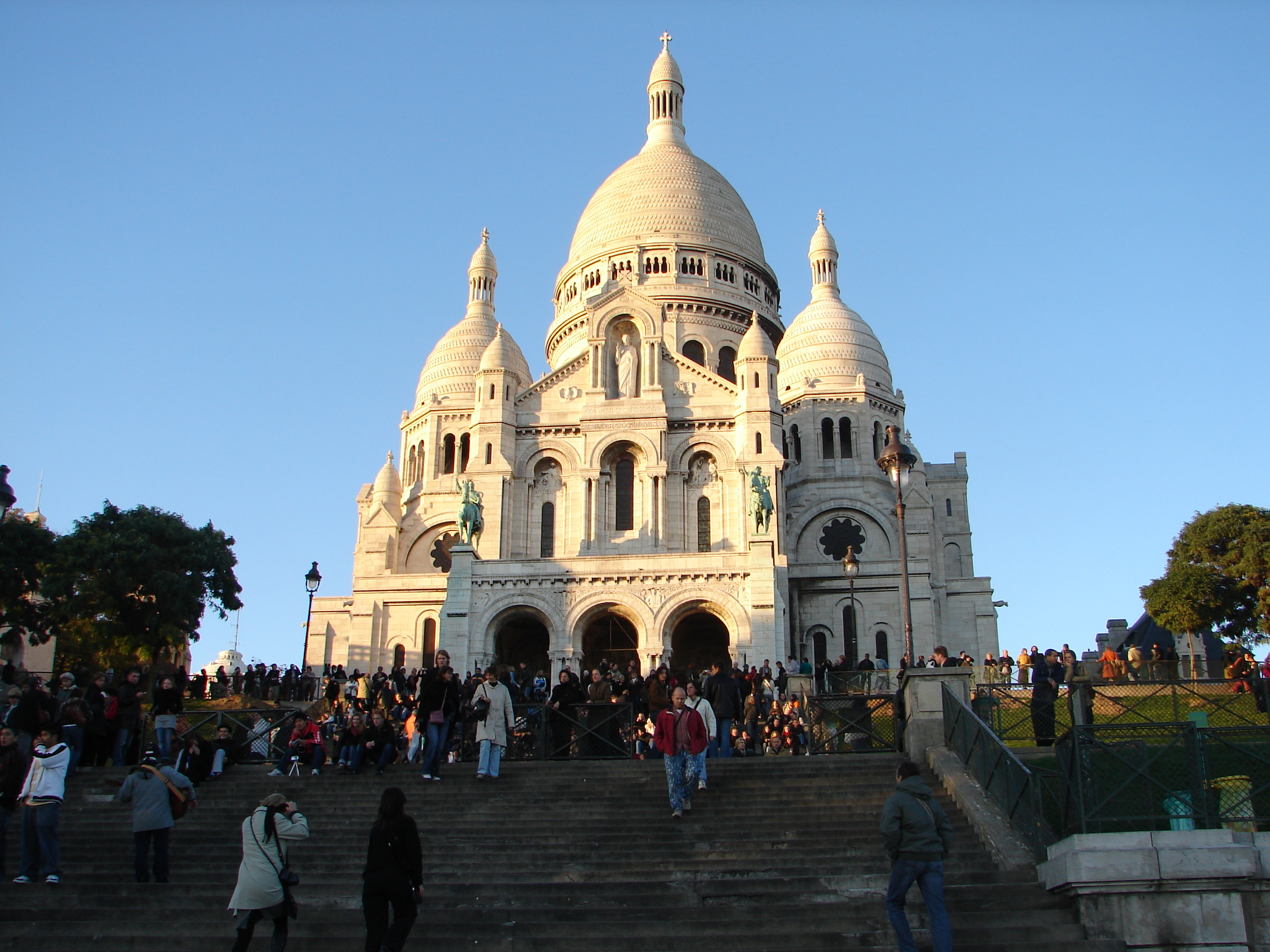
Sacré Cœur-bazilika

Fő műve a tervei alapján felépült párizsi Sacré Cœur-bazilika. A bazilika bizánci elemekkel kevert neoromán stílusban pompázik. Grandiózus kupolájával és 120 méter magas tornyával Párizs egyik karakterisztikus épülete. Tiszta időben a templom lépcsőiről gyönyörű kilátás nyílik a fővárosra. A katedrális elhelyezése tehát remekbe sikerült, eklektikus stílusa visszatetszést kelthet, de annyira meghökkentő, hogy már szép. Egyszerre beleolvad és kiemelkedik a Montmartre-i környezetben. A bazilika építését a párizsi kommün leverésének örömére határozták el, de a pénz nagyon lassan csordogált, az építkezés évtizedekig húzódott, végül maga az épület tervezője Paul Abadie sem érte meg az átadás pillanatát, 1884-ben halt meg, a katedrálist 1914-ben adták át, Abadie terveit bizonyos pontokon módosították, így nyert befejezést az építkezés.
Alább a galériában bemutatunk néhány bizánci-román stílusú katedrálist, melyeknek 19. századi újjáépítése és restaurálása Abadie tervei nyomán készült.

## Katedrálisok

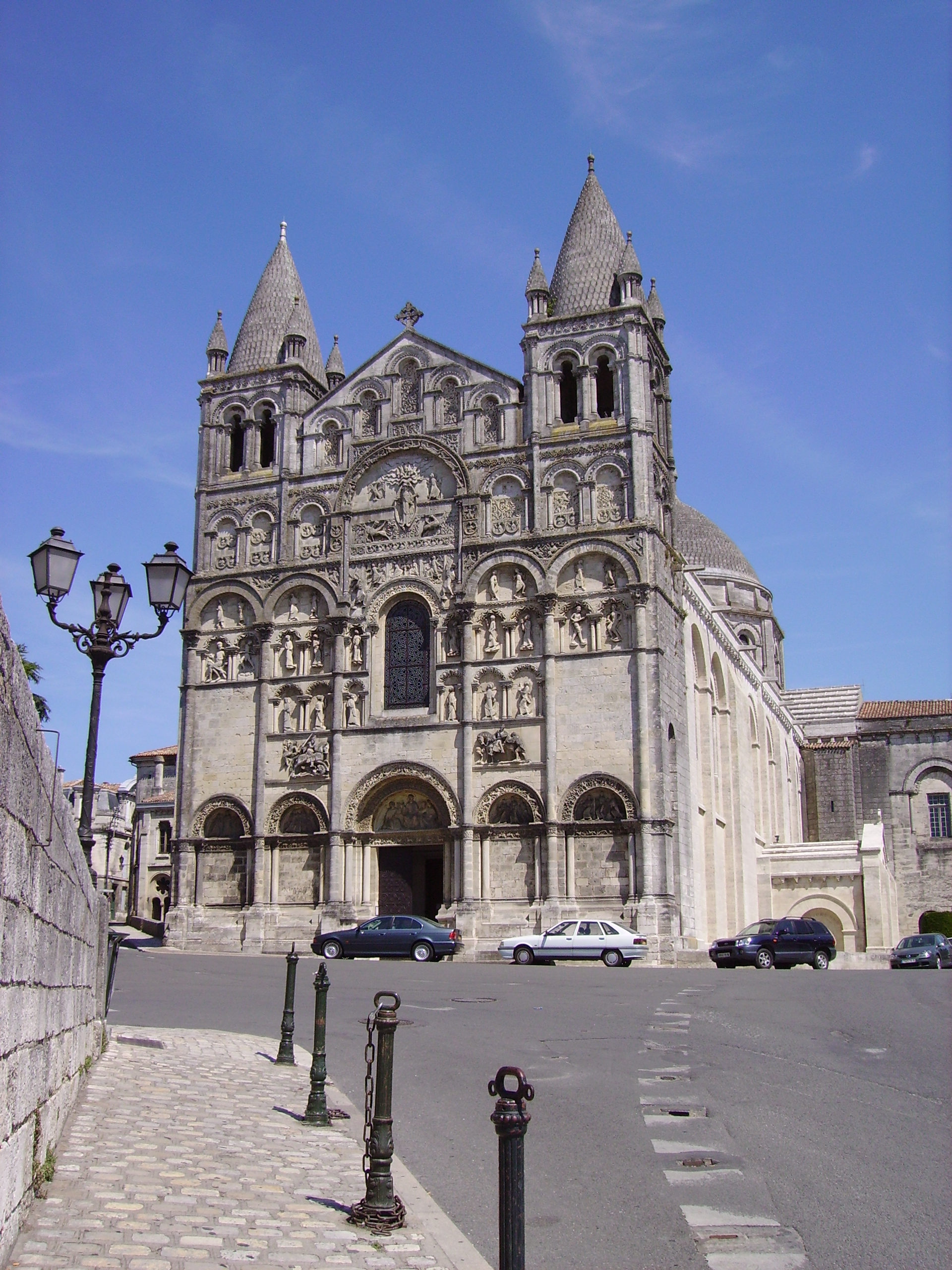
Szent Péter-katedrális (Angoulême)
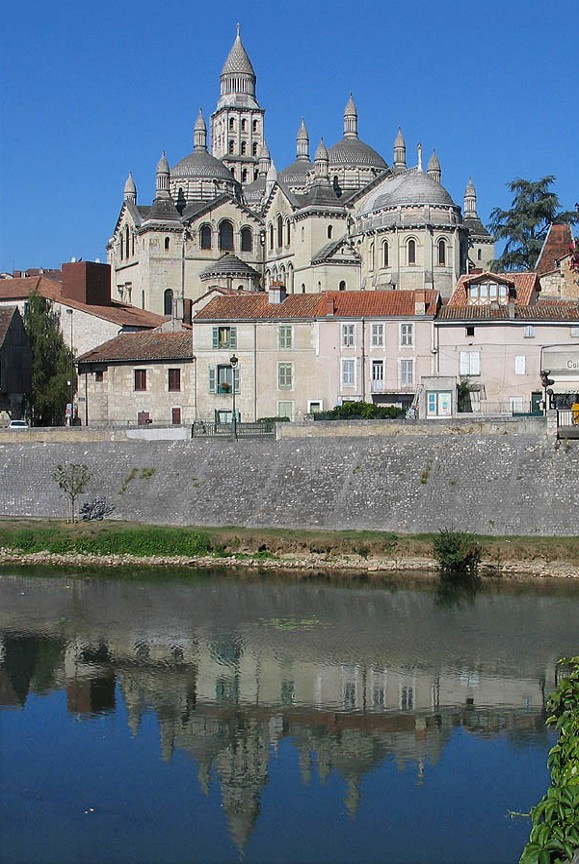
Saint-Front katedrális (Périgueux, Dordogne megye)
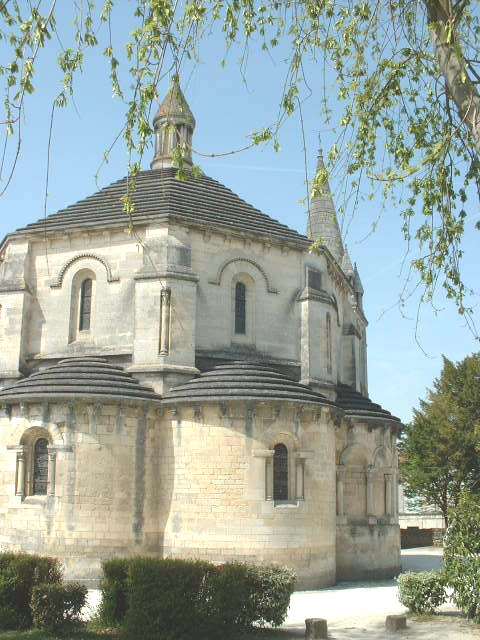
Saint-Michel (Charente) város temploma
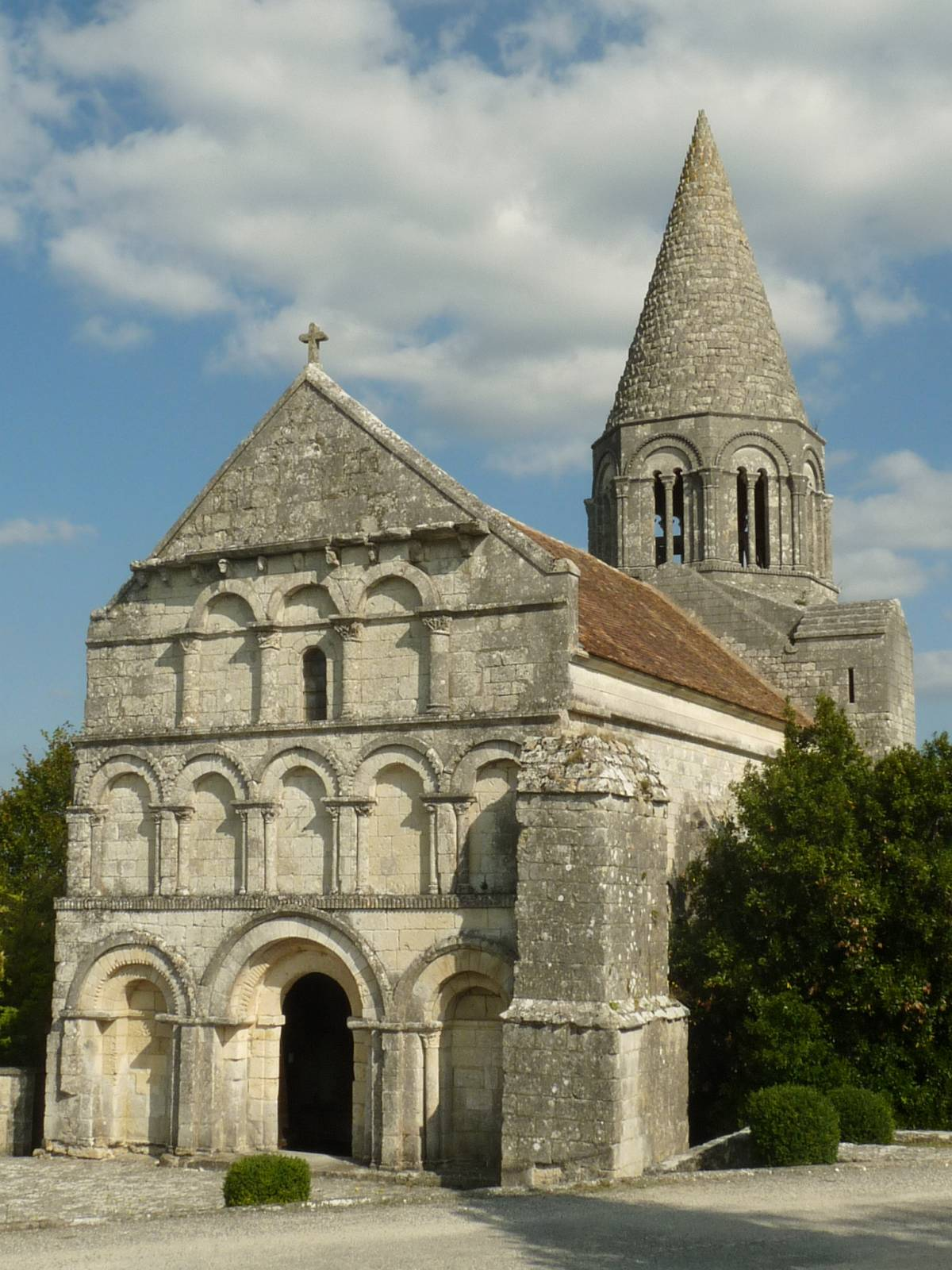
Plassac (mai neve: Plassac-Rouffiac) katedrálisa (Charente megye)